# جوش فلينت
جوش فلينت (بالإنجليزية: Josh Flint)‏ هو لاعب كرة قدم بريطاني، ولد في 13 أكتوبر 2000 في Waterlooville ‏ في المملكة المتحدة. لعب مع نادي بورتسموث.